# Cattleya mooreana
Cattleya mooreana là một loài thực vật có hoa trong họ Lan. Loài này được Withner, Allison & Guenard mô tả khoa học đầu tiên năm 1988.